# 載霖 (整儀尉)
宗室載霖（1808年6月28日—1848年10月15日，嘉慶十三年閏五月初五日亥時-道光二十八年九月十九日辰時），正藍旗滿洲人，左翼近支宗室正藍旗第二族載字輩，奕英獨子。

## 生平
道光十二年（1832年）九月，授鑾儀衛整儀尉。二十八年（1848年）九月，卒，年四十一歲。

## 家庭及關聯
- 六世祖父：清聖祖（1654年—1722年）。
- 六世祖母：良妃（1662年—1711年）。
  - 五世祖父：允禩（1681年—1726年），爵至廉親王，官至理藩院尚書、總理事務大臣，雍正三年（1725年）因罪革爵、黜宗室，乾隆四十三年（1778年）復宗籍[2]。
  - 五世祖母：張氏，張之碧之女，允禩之妾。
    - 高祖父：弘旺（1708年—1762年），貝勒銜，因罪革爵圈禁。
    - 高祖母：茂怡氏，馬爾泰之女，弘旺之妾。
      - 曾祖父：肅英額（1726年—1795年），閑散。
      - 曾祖母：徐氏，徐德之女，肅英額之妾。
        - 祖父：齡賢（1754年—1790年），閑散。
        - 祖母：李佳氏，一等侍衛五靈阿之女，齡賢嫡妻。

### 父母
- 父：奕英（1776年—1830年），官至西陵承辦事務衙門郎中。
- 母：那拉氏，郎中永恆之女，奕英繼妻。

載霖為獨子，無兄弟。

### 妻室
嫡妻：棟鄂氏，承祥之女。載霖無子嗣，允禩後裔肅英額一脈絕嗣。